# Remire
Remire, auch Eagle Island genannt, bezeichnet eine Insel und ein Korallenriff im westlichen Indischen Ozean. Die Insel und das Riff zählen geographisch zu den Amiranten, politisch zu den Outer Islands der Inselrepublik Seychellen.

## Beschreibung
Remire ist die nördlichste bewohnte Insel der Amiranten; sie liegt etwa 245 Kilometer südwestlich von Mahé, der Hauptinsel der Seychellen. Knapp drei Kilometer nordöstlich befindet sich das 10 km² große gleichnamige Remire-Riff (5° 5′ S, 53° 21′ O).
Der Name Eagle-Insel stammt von der Schiffsbesatzung des gleichnamigen englischen Schiffes, mit dem 1771 Chevalier de la Biollière diese und weitere Inseln des Archipels erkundete. Die Herkunft oder Bedeutung des französischen Namens ist nicht geklärt.
Die ovale Insel Remire ist üppig bewachsen, erhebt sich allerdings kaum mehr als drei Meter über den Meeresspiegel und hat nur eine Landfläche von 0,27 km².
Die Guano-Vorkommen auf Remire waren einst sehr begehrt. Der größte Teil dieses natürlichen Düngers wurde nach dem Ersten Weltkrieg abgebaut.
Seit dem Ende des 20. Jahrhunderts befindet sich auf der Insel nur noch ein kleines Hotel an der Nordwestküste. Im Hotel und in unmittelbarer Nachbarschaft wohnen die sechs Personen, die als Einwohner zählen. Remire verfügt über eine 457 Meter lange, befestigte Start- und Landebahn (ICAO-Flugplatzcode FSSR), die die Insel optisch in zwei fast gleich große Sektoren teilt. So kommen auch Touristen und Naturliebhaber bequem und schnell auf die Insel.